# مت کلمن
مت کلمن (انگلیسی: Matt Coleman III؛ زادهٔ ۲۲ ژانویهٔ ۱۹۹۸) بازیکن بسکتبال اهل ایالات متحده آمریکا است.
وی در مسابقات کشوری و بین‌المللی در مجموع برندهٔ ۱ مدال طلا شده‌است.